# Phalaenoides glycinae
Phalaenoides glycinae är en fjärilsart som beskrevs av Lewin 1805. Phalaenoides glycinae ingår i släktet Phalaenoides och familjen nattflyn. Inga underarter finns listade i Catalogue of Life.

## Bildgalleri

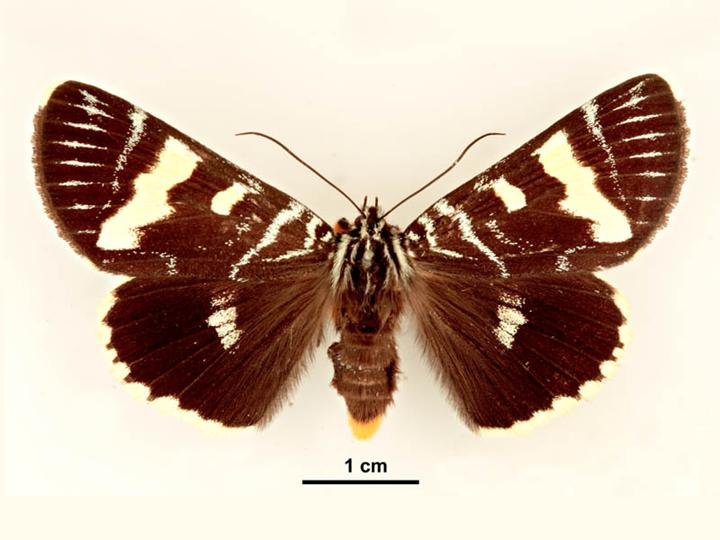
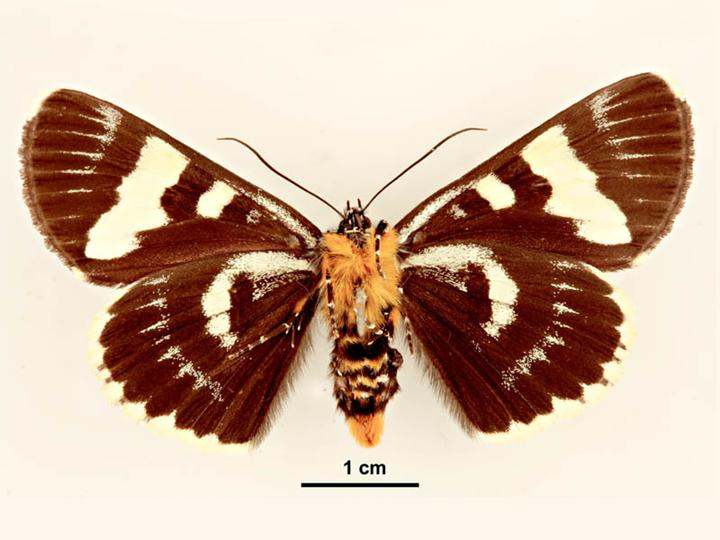
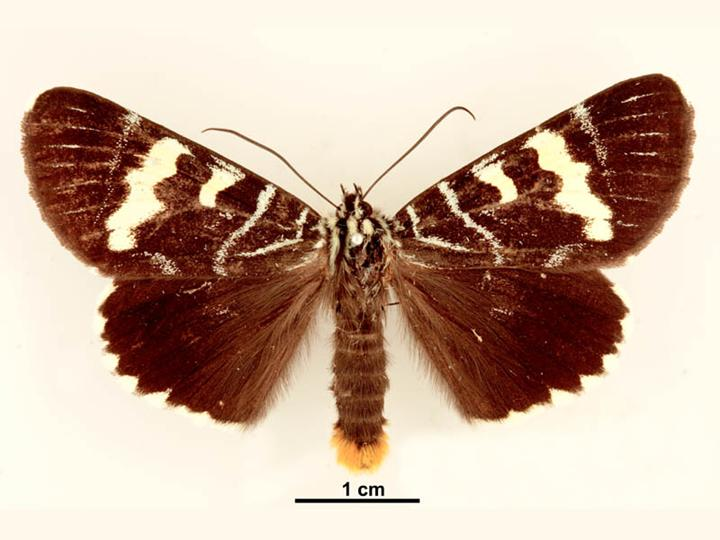
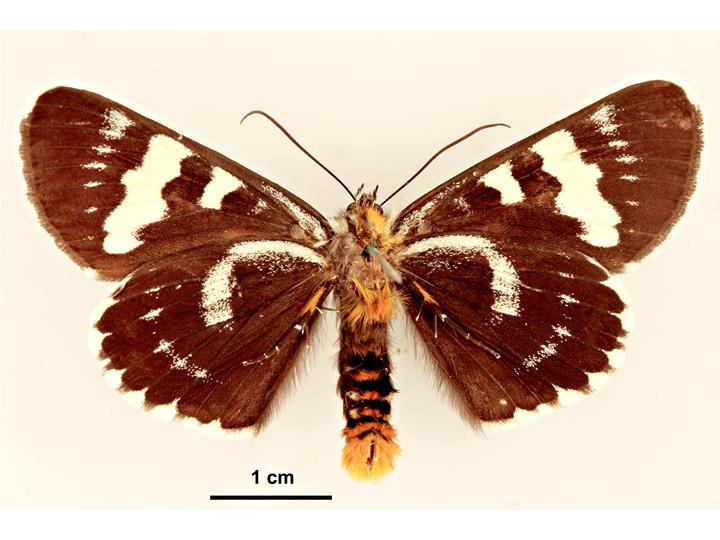